# Nilobezzia fuscitarsis
Nilobezzia fuscitarsis är en tvåvingeart som beskrevs av Debenham 1974. Nilobezzia fuscitarsis ingår i släktet Nilobezzia och familjen svidknott. Inga underarter finns listade i Catalogue of Life.